# Aussichtsplattform Cardada
Der Aussichtsplattform Cardada befindet sich auf dem gleichnamigen Berg in der Gemeinde Locarno im Kanton Tessin in der Schweiz.

## Situation
Der Aussichtssteg bietet eine Aussicht über den Langensee, das Maggiadelta, die Brissagoinseln, das Centovalli sowie der Walliser Alpen. Weiter hat man die Möglichkeit, den tiefsten Punkt der Schweiz (Wasserspiegel des Langensees 193 m ü. M.) sowie den höchsten Punkt der Schweiz (Dufourspitze 4634 m ü. M.) zu erblicken.
Von Orselina aus führt eine Luftseilbahn zum Cardada. Von der Endstation aus erreicht man den Aussichtsturm in wenigen Minuten.

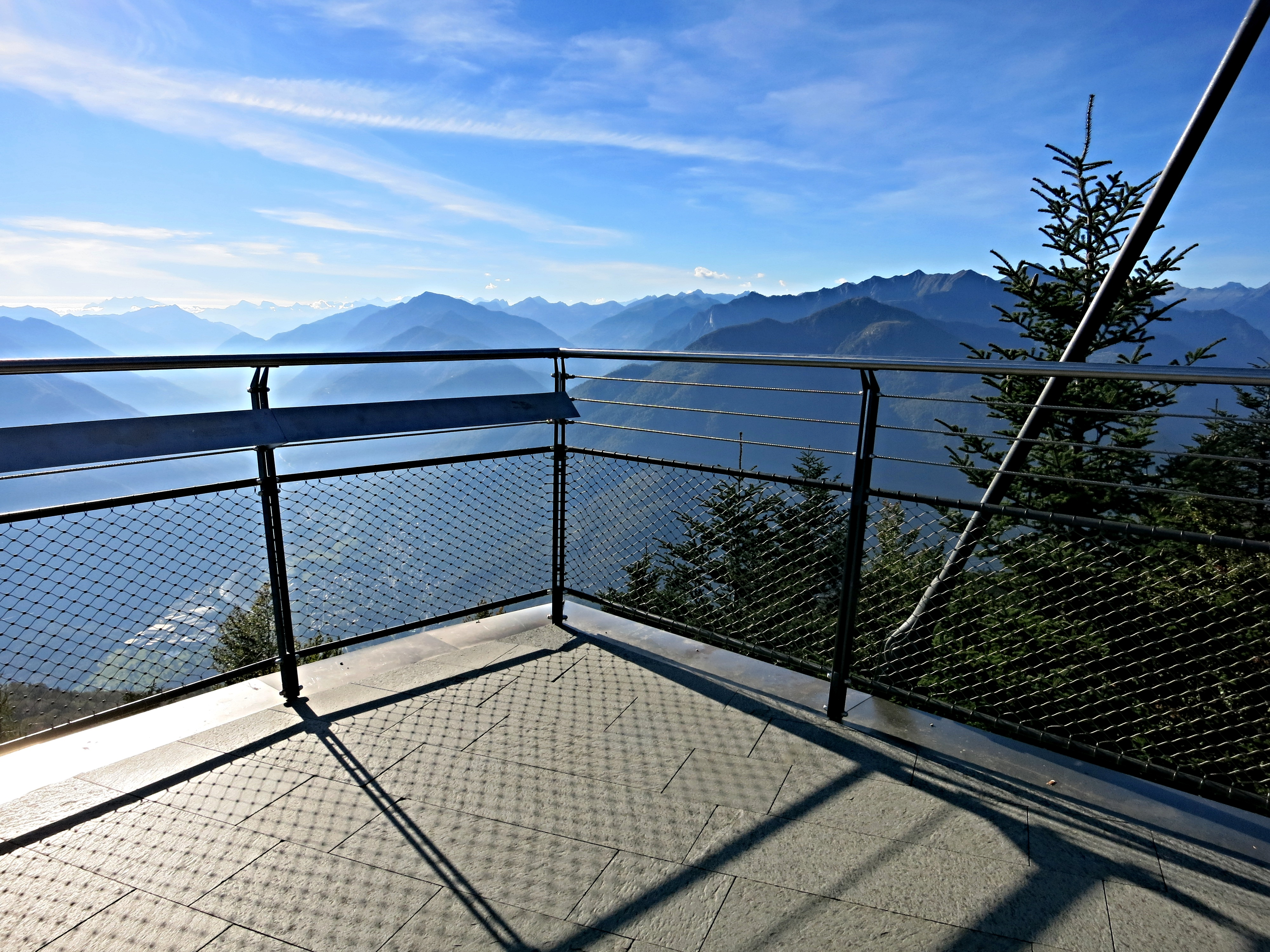
Aussichtsplattform